# Sodaliteit van de Gekruisigde Zaligmaker

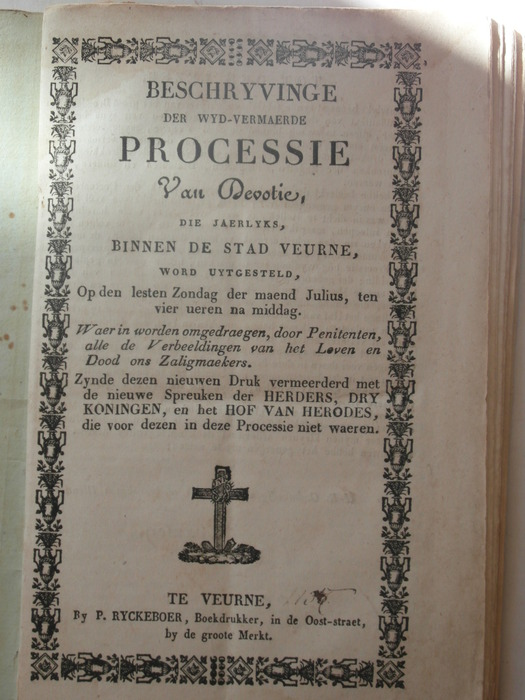
Beschrijving van de jaarlijkse processie te Veurne, 1835

Sodaliteit van de Gekruisigde Zaligmaker of Sodaliteit van de Gekruiste Zaligmaker is een katholieke broederschap van penitentie, actief in het dekenaat Veurne in België.

## Geschiedenis
In het jaar 1637 stichtte regulier kanunnik Jacob Clou een broederschap van penitenten die instond voor de organisatie van de vastenkruisweg. Clou was in de Sint-Niklaasabdij van Veurne geprofest in 1603, en lid van het kapittel van de Sint-Walburgakerk. Hij zat de stichtingsvergadering van 29 november 1637 voor. In 1640 overleed kanunnik Clou. De plaatselijke kapucijnen hielden een boetprocessie om aan de pest te ontkomen waarin ook flagellanten meeliepen. Om kerkelijke goedkeuring te bekomen werden die daarna geweerd. Monseigneur Judocus Bouckaert keurde de statuten kerkrechtelijk goed op 27 maart 1646. De leden werden sodalissen (kameraden) genoemd en waren steeds in aantal van 40 mannen. De broederschap was succesvol want in 1646 telde ze zelfs 116 leden. In 1787 werd de sodaliteit per keizerlijk decreet opgeheven, in 1791 werd echter evengoed een jubileumprocessie gehouden door de broederschap.

## Heden
Jaarlijks organiseert de Sodaliteit van de Gekruisigde Zaligmaker haar traditionele processie. Hierbij wordt, net zoals in de Semana Santa in Spaanstalige landen, in het openbaar boete gedaan. De vastenkruisweg is in de lijst van waardevol Vlaams immaterieel erfgoed opgenomen. De wapenspreuk van de sodaliteit is arma militiae nostrae (vertaling: het wapen van onze troepen). De vereniging is de enige actieve broederschap met penitenten die in de Belgische bisdommen actief is.